# Cocobeach
Cocobeach – miasto w północno-zachodnim Gabonie, w prowincji Estuaire, położone na południowym brzegu rzeki Mouni. Jest głównym miastem granicznym z Gwineą Równikową, kursujące regularnie promy do Cogo przecinają rzekę i granicę. Miasto według spisu z 1993 roku liczyło 1200  mieszkańców, według szacunków na 2008 rok liczy ok. 2040 mieszkańców.